# Club Internacional
El Club Internacional es una entidad deportiva de la ciudad de Arequipa, Perú. Fue fundada el 22 de julio de 1894 bajo la influencia de las circunstancias políticas de la época, tras la guerra con Chile y los posteriores conflictos fronterizos. El fútbol y tenis son su disciplinas más destacadas, aunque también compite en otras disciplinas como el baloncesto,  voleibol, ajedrez, atletismo, bochas, bowling, billar, gimnasia, natación, pelotari, frontón, tenis de mesa, tiro, etc.

## Historia

### Fundación y primeras disciplinas deportivas
En su historia institucional se registra que el tiro al blanco, fin principal del club, más que un deporte perseguía una preparación en el uso de armas de fuego, como preparación frente a posibles contiendas bélicas (sin embargo también desde el comienzo hubo la voluntad de diversificación hacia otras actividades).
En abril de 1935 se produce una fusión con el Olimpia Atletic Club, que materializó una mayor apertura hacia la actividad deportiva, especialmente en atletismo.

## Fútbol
Actualmente su filial Internacional Junior participa en la Copa Perú, buscando el ascenso a la Primera División desde la Liga Distrital de Yanahuara.

### Sus primeras apariciones
Su equipo de fútbol inicia su primera aparición de 1982 cuando logró jugar la Etapa Departamental, donde no logró avanzar.

### Temporada 2012
Ese año, Internacional fue Subcampeón de la Liga Distrital de Arequipa, detrás de Piérola, ambos avanzarían a la Etapa Provincial.
Los Rifleros debutarían ganando en Socabaya a Santa cruz, Unión Libertad de Cerro Colorado y Deportivo Bolognesi de Vitor, a pesar del empate con Academia Municipal en Sachaca y la Derrota contra Defensor El Carmen de Uchumayo. 
En octavos de final derrotó tanto en Arequipa como en San Camilo a Cooperativa El Labrador del distrito de La Joya. 
En cuartos de final goleó a Olímpico San Francisco de Characato con lo cual accedió a Semifinales donde debutó goleando a Coronel Bolognesi de Cayma, para empatar con Transportes del Carpio de Cerro Colorado al igual que con Defensor El Carmen, quien se coronaria campeón, después de esto Internacional sería Subcampeón Provincial de Arequipa, con lo cual ganaba el pase para representar a Arequipa en la Etapa Departamental, donde serían eliminados en primera fase por el Aurora de Arequipa, quien había clasificado directamente.

### Gran campaña 2013

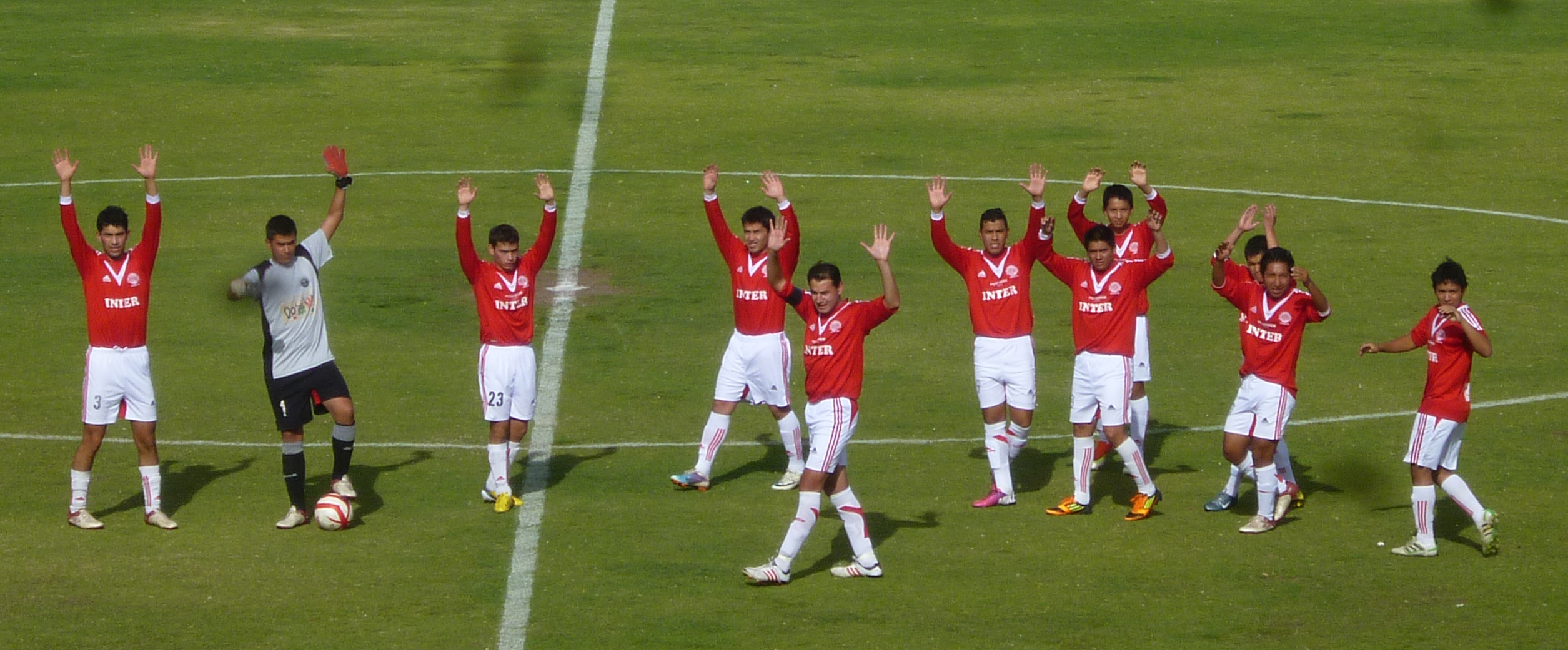
Plantel del Internacional que participó en la Copa Perú 2013.

Este año el equipo de nuevo fue subcampeón de la Liga Distrital de Arequipa, detrás de White Star, pero logró tomarse la revancha contra Aurora y lo dejó fuera de competencia.
En la Etapa Provincial en la cual comenzó goleando a Municipalidad de Yanahuara, después derrotó en Characato a Olímpico San Francisco, posteriormente ganó a Deportivo Trago Corto de Satélite Chico, empatando en Cerro Colorado con Unión Libertad, a pesar de ello clasificó primero en su grupo.
Ya en octavos de final eliminó al tradicional Juvenil Andino de Cayma, para después golear en cuartos de final a Academia Municipal de Sachaca.
En semifinales derrotó a Transportes Del Carpio y Unión Libertad ambos de Cerro Colorado, sin embargo perdió contra Saetas de Oro quedando como Subcampeón Provincial, avanzando a la Etapa Departamental.
En la Etapa Departamental eliminó a Alfonso Ugarte de Mollendo. En la fase de grupos debutó con triunfo de local ante Sportivo Cariocos de El Pedregal, después obtuvo sendas victorias en Corire y Atico ante Social Corire y Unión Marítimo respectivamente, Goleó a Unión Marítimo en Arequipa por 10-0, también derrotó a Social Corire de local, sin embargo cayó goleado en El Pedregal con Sportivo Cariocos. A pesar de ello logró su acceso al cuadrangular final.
En el Cuadrangular Final inició perdiendo con Saetas de Oro en El Pedregal, pero se tomó su revancha ganando a Sportivo Cariocos en La Joya y a Futuro Majes en Arequipa, con lo cual fue Subcampeón Departamental de Arequipa, detrás de Saetas de Oro de La Joya, haciendo historia y logrando por primera vez su pase a la Etapa Regional .
En la etapa regional comenzó ganando de local al 4 de diciembre de Cairani, visitó Moquegua donde cayó derrotado con Estudiantes Alas Peruanas, empató en Tacna con 4 de diciembre y cayó de local contra Alas Peruanas, pero logró acceder como segundo en su serie a la semifinal donde enfrentó a San Simón, quien sería el campeón de la Copa Perú posteriormente, con el cual lamentablemente cayó en Moquegua y Arequipa, siendo eliminado a tan solo un partido para llegar a la Etapa Nacional.
|                            |
| Liga Distrital de Arequipa |

| 16-03-2013                | Mariano Melgar        | Arequipa       | Internacional     | 13-1 | FBC Yanahuara                  |
| 23-03-2013                | Mariano Melgar        | Arequipa       | Internacional     | 4-2  | FBC Aurora                     |
| 28-03-2013                | Mariano Melgar        | Arequipa       | Internacional     | 2-0  | Max Uhle                       |
| 30-03-2013                | Mariano Melgar        | Arequipa       | Internacional     | 3-0  | FBC Piérola                    |
| 06-04-2013                | Mariano Melgar        | Arequipa       | Internacional     | 1-2  | White Star                     |
| 13-04-2013                | Umacollo              | Yanahuara      | Internacional     | 3-0  | Deportivo Temperley            |
| 20-04-2013                | Mariano Melgar        | Arequipa       | Internacional     | 3-0  | FBC Yanahuara                  |
| 27-04-2013                | Mariano Melgar        | Arequipa       | Internacional     | 3-0  | San Francisco                  |
| 01-05-2013                | Mariano Melgar        | Arequipa       | Internacional     | 1-1  | FBC Aurora                     |
| 04-05-2013                | Mariano Melgar        | Arequipa       | Internacional     | 6-0  | Independencia                  |
| 11-05-2013                | Mariano Melgar        | Arequipa       | Internacional     | 0-0  | FBC Piérola                    |
| 18-05-2013                | Mariano Melgar        | Arequipa       | Internacional     | 4-1  | Max uhle                       |
| Provincial de Arequipa    |                       |                |                   |      |                                |
| 01-06-2013                | Mariano Melgar        | Arequipa       | Internacional     | 3-1  | Municipalidad(Yanahuara)       |
| 09-06-2013                | José Carpio Alarcón   | Characato      | San Francisco     | 0-4  | Internacional                  |
| 12-06-2013                | Mariano Melgar        | Arequipa       | Internacional     | 3-1  | Trago Corto(Bustamante)        |
| 15-06-2013                | Arturo Diaz Huerta    | Cerro Colorado | Unión Libertad    | 2-2  | Internacional                  |
| 30-06-2013                | Mariano Melgar        | Arequipa       | Internacional     | 2-1  | Juvenil Andino                 |
| 03-07-2013                | La Tomilla            | Cayma          | Juvenil Andino    | 1-1  | Internacional                  |
| 06-07-2013                | Mariano Melgar        | Arequipa       | Internacional     | 3-0  | Academia Municipal(Sachaca)    |
| 13-07-2013                | Mariano Melgar        | Arequipa       | Internacional     | 2-1  | Del Carpio(Cerro Colorado)     |
| 17-07-2013                | Umacollo              | Yanahuara      | Internacional     | 1-3  | Saetas de Oro(La Joya)         |
| 20-07-2013                | Mariano Melgar        | Arequipa       | Internacional     | 2-0  | Union Libertad(Cerro Colorado) |
| Departamental de Arequipa |                       |                |                   |      |                                |
| 27-07-2013                | Mariano Melgar        | Arequipa       | Internacional     | 4-1  | Alfonso Ugarte                 |
| 04-08-2013                | Municipal de Mollendo | Mollendo       | Alfonso Ugarte    | 1-1  | Internacional                  |
| 11-08-2013                | Mariano Melgar        | Arequipa       | Internacional     | 2-0  | Sportivo Cariocos              |
| 18-08-2013                | José Ricketts         | Corire         | Social Corire     | 2-3  | Internacional                  |
| 25-08-2013                | Municipal de Atico    | Atico          | Unión Marítimo    | 1-2  | Internacional                  |
| 30-08-2013                | Mariano Melgar        | Arequipa       | Internacional     | 10-0 | Unión Marítimo                 |
| 01-09-2013                | Mariano Melgar        | Arequipa       | Internacional     | 1-0  | Social Corire                  |
| 08-09-2013                | Almirante Miguel Grau | El Pedregal    | Sportivo Cariocos | 5-1  | Internacional                  |
| 15-09-2013                | Almirante Miguel Grau | El Pedregal    | Internacional     | 1-2  | Saetas de Oro(La Joya)         |
| 18-09-2013                | Municipal de La Joya  | La Joya        | Internacional     | 3-1  | Sportivo Cariocos(Majes)       |
| 21-09-2013                | Mariano Melgar        | Arequipa       | Internacional     | 4-2  | Futuro Majes(Majes)            |
| Región VII                |                       |                |                   |      |                                |
| 02-10-2013                | Mariano Melgar        | Arequipa       | Internacional     | 1-0  | 4 Diciembre(Cairani)           |
| 05-10-2013                | 25 Noviembre          | Moquegua       | Alas Peruanas     | 3-1  | Internacional                  |
| 12-10-2013                | Jorge Basadre         | Tacna          | 4 Diciembre       | 3-3  | Internacional                  |
| 16-10-2013                | Mariano Melgar        | Arequipa       | Internacional     | 1-2  | Alas Peruanas                  |
| 19-10-2013                | Mariano Melgar        | Arequipa       | Internacional     | 0-1  | San Simón                      |
| 27-10-2013                | 25 Noviembre          | Moquegua       | San Simón         | 2-1  | Internacional                  |

|-

### Campaña 2014

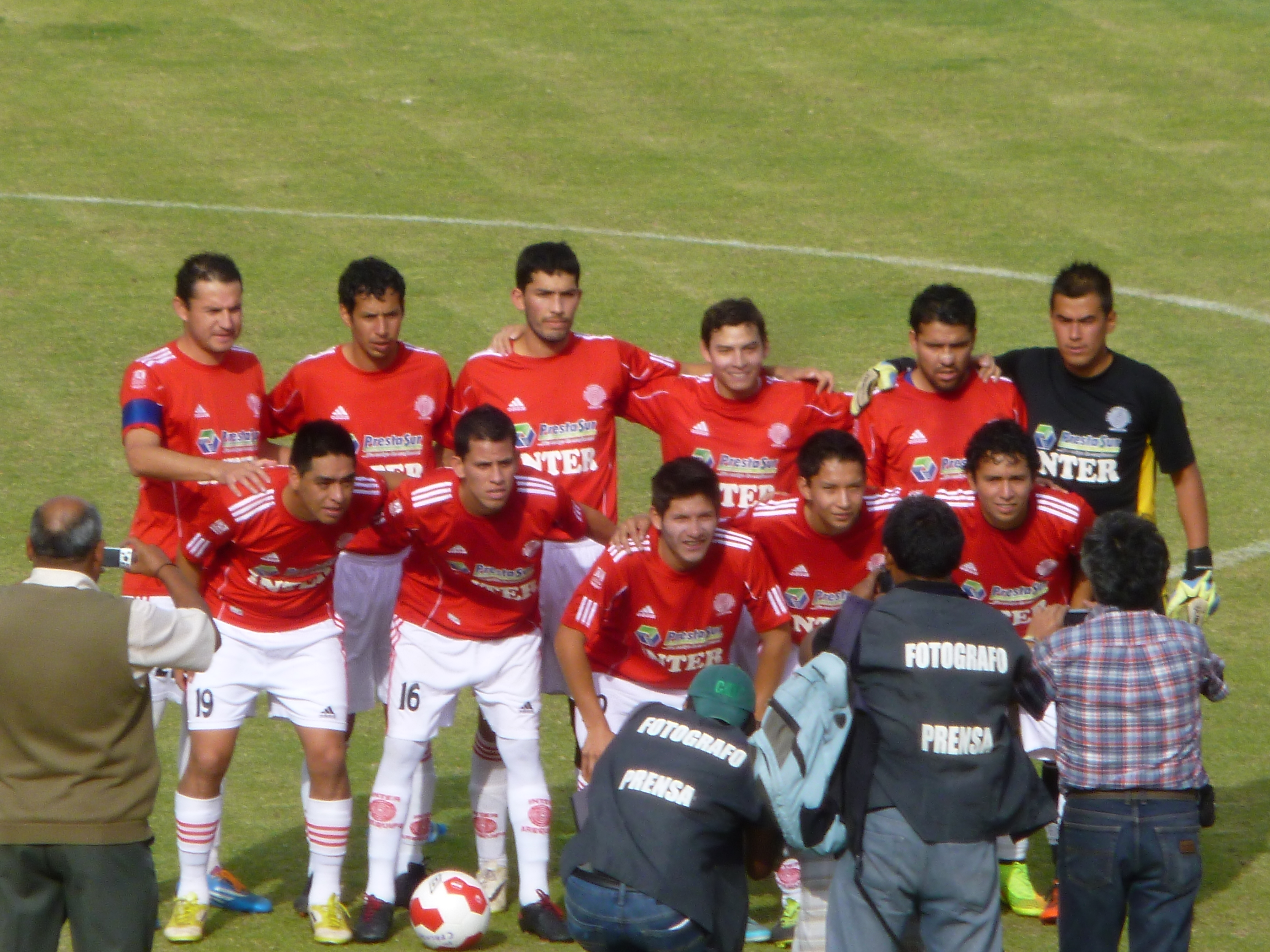
Plantel del Internacional que participa en la Copa Perú 2014.

El equipo logró coronarse por primera vez Campeón de la Liga Distrital de Arequipa superando al Atlético Universidad y al publicitado FBC Aurora obteniendo el pase a la etapa Provincial donde comenzó goleando al Parish de Tiabaya, a pesar de su derrota en Cerro Colorado ante Unión Libertad el club se recuperó goleando a Estrella Solitaria de Selva Alegre y Unión Bellavista en Sachaca.
En octavos de final superó a Juvenil Alianza tras ganarle ambos partidos, en cuartos de final se volvió a enfrentar al Atlético Universidad al cual goleó en el estadio Umacollo.
En el cuadrangular final tuvo que luchar hasta el final para obtener su clasificación como subcampeón detrás de Juventus Melgar, superando a Ingeniería Ambiental de Miraflores y a Deportivo Los Ángeles de Cayma.
Ya en la Departamental eliminó a Los Chinitos tras ganarle en Arequipa y empatar en Atico.
En la siguiente fase de grupos tuvo un mal arranque siendo derrotado por Sportivo Cariocos en condición de local, también fue goleado por Juventus Melgar, sin embargo sus triunfos ante Atlético Mollendo tanto en Sachaca como en Mollendo y los empates contra Sportivo Cariocos en El Pedregal y Juventus Melgar le dieron la clasificación.
En Semifinales se topó con Futuro Majes con el cual empató en el Pedregal, sin embargo en el partido de vuelta jugado en Arequipa cayó goleado por tres a cero ante el cuadro Majeño quedando eliminado a solo un paso de clasificar a la Etapa Regional.
|                            |
| Liga Distrital de Arequipa |

| 08-03-2014                      | Mariano Melgar     | Arequipa       | Internacional     | 4-0 | León del Sur                |
| 15-03-2014                      | Mariano Melgar     | Arequipa       | Internacional     | 3-0 | Independencia               |
| 22-03-2014                      | Mariano Melgar     | Arequipa       | Internacional     | 2-1 | Atlético Universidad        |
| 29-03-2014                      | Mariano Melgar     | Arequipa       | Internacional     | 3-1 | White Star                  |
| 05-04-2014                      | Mariano Melgar     | Arequipa       | Internacional     | 1-3 | FBC Piérola                 |
| 12-04-2014                      | Mariano Melgar     | Arequipa       | Internacional     | 3-1 | San Francisco               |
| 17-04-2014                      | Mariano Melgar     | Arequipa       | Internacional     | 0-2 | FBC Aurora                  |
| 19-04-2014                      | Mariano Melgar     | Arequipa       | Internacional     | 3-1 | Deportivo Temperley         |
| 26-04-2014                      | Mariano Melgar     | Arequipa       | Internacional     | 1-0 | Max Uhle                    |
| 03-05-2014                      | Mariano Melgar     | Arequipa       | Internacional     | 2-1 | FBC Piérola                 |
| 14-05-2014                      | Mariano Melgar     | Arequipa       | Internacional     | 2-1 | Max Uhle                    |
| 17-05-2014                      | Mariano Melgar     | Arequipa       | Internacional     | 3-2 | FBC Aurora                  |
| 24-05-2014                      | Mariano Melgar     | Arequipa       | Internacional     | 0-3 | Atlético Universidad        |
| Etapa Provincial de Arequipa    |                    |                |                   |     |                             |
| 31-05-2014                      | Mariano Melgar     | Arequipa       | Internacional     | 4-0 | Parish FC (Tiabaya)         |
| 08-06-2014                      | Arturo Díaz Huerta | Cerro Colorado | Unión Libertad    | 1-0 | Internacional               |
| 11-06-2014                      | Mariano Melgar     | Arequipa       | Internacional     | 5-1 | Estrella Solitaria (ASA)    |
| 15-06-2014                      | Municipal Sachaca  | Sachaca        | Unión Bellavista  | 0-6 | Internacional               |
| 28-06-2014                      | Mariano Melgar     | Arequipa       | Internacional     | 5-1 | Juvenil Alianza             |
| 02-07-2014                      | Campo Bellapampa   | Socabaya       | Juvenil Alianza   | 2-3 | Internacional               |
| 05-07-2014                      | Umacollo           | Yanahuara      | Internacional     | 5-0 | Atlético Universidad        |
| 12-07-2014                      | Mariano Melgar     | Arequipa       | Internacional     | 1-1 | Los Ángeles (Cayma)         |
| 16-07-2014                      | Mariano Melgar     | Arequipa       | Internacional     | 1-2 | Juventus Melgar(M.Melgar)   |
| 19-07-2014                      | Mariano Melgar     | Arequipa       | Internacional     | 3-2 | Ing. Ambiental (Miraflores) |
| Etapa Departamental de Arequipa |                    |                |                   |     |                             |
| 26-07-2014                      | Mariano Melgar     | Arequipa       | Internacional     | 3-1 | Los Chinitos                |
| 03-08-2014                      | Municipal Atico    | Atico          | Los Chinitos      | 1-1 | Internacional               |
| 09-08-2014                      | Mariano Melgar     | Arequipa       | Internacional     | 0-1 | Sportivo Cariocos           |
| 13-08-2014                      | Municipal Sachaca  | Sachaca        | Internacional     | 3-1 | Atlético Mollendo           |
| 17-08-2014                      | Mariano Melgar     | Arequipa       | Juventus Melgar   | 5-1 | Internacional               |
| 20-08-2014                      | Miguel Grau        | El Pedregal    | Sportivo Cariocos | 1-1 | Internacional               |
| 24-08-2014                      | Cesar Vallejo      | Mollendo       | Atlético Mollendo | 0-3 | Internacional               |
| 30-08-2014                      | Mariano Melgar     | Arequipa       | Internacional     | 2-2 | Juventus Melgar             |
| 04-09-2014                      | Miguel Grau        | El Pedregal    | Futuro Majes      | 1-1 | Internacional               |
| 06-09-2014                      | Mariano Melgar     | Arequipa       | Internacional     | 0-3 | Futuro Majes                |

## Uniforme
- Uniforme titular: Camiseta roja, short blanco, medias blancas.
- Uniforme alternativo: Camiseta blanca, short blanco, medias blancas.

### Uniforme titular
| 2013 | 2014 |  |

### Uniforme alterno
| 2013 | 2014 |  |

### Indumentaria
| Período         | Proveedor | Logotipo |
| --------------- | --------- | -------- |
| ¿? - Actualidad | Adidas    |          |

## Infraestructura
Al inicio su local se hallaba en los terrenos en el barrio de Santa Marta, luego en el campo de tiro de Challapampa (al que se iba en ferrocarril), después en el local de la última cuadra de San Juan de Dios (en la antigua calle Torrello), para culminar en el actual local de "Zemanat" cuya inauguración se efectuó el 11 de septiembre de 1949.

### Estadio

#### Primer estadio
El Estadio Mariano Melgar es un estadio de fútbol ubicado en la ciudad de Arequipa, a 2.335 m.s.n.m, en el Departamento de Arequipa; es uno de los primeros escenarios deportivos construidos en el sur del Perú. Lleva su nombre en homenaje a Mariano Melgar quien fuera Poeta y Revolucionario independentista arequipeño.
Este escenario ha albergado los partidos del FBC Melgar en el Descentralizado y desde 1996 ha sido asignado como escenario alterno del club dominó. En este estadio también se juegan diferentes encuentros de la Copa Perú, en donde participan el FBC Piérola, Sportivo Huracán, y FBC Aurora. Además este estadio ha sido escenario de diversos torneos internacionales como la Copa Libertadores de América 1982 y 1984; Los Juegos Bolivarianos de 1997 y el Campeonato Sudamericano Sub-17 que se realizó en el año 2001 en Perú.

#### Segundo estadio
El Estadio del Club Internacional es un estadio pequeño propio del club. No puede usarse debido a razones de seguridad. Por ello, usa el Estadio Mariano Melgar.

## Datos del club
- Temporadas en Primera División: Ninguna
- Temporadas en Segunda División: Ninguna
- Mayor goleada conseguida:
  - En campeonatos nacionales de local: Internacional 10:0 Union Marítimo (31 de agosto de 2013).[1]
  - En campeonatos nacionales de visita:  Olímpico San Francisco 0:4 Internacional (9 de junio de 2013)[2]
- Mayor goleada recibida: 
  - En campeonatos nacionales de local: Internacional 0:3 Futuro Majes (6 de septiembre de 2014).
  - En campeonatos nacionales de visita: ACDC Juventus Melgar 5:1 Internacional (17 de agosto de 2014)

## Palmarés

### Torneos regionales
- Liga Distrital de Arequipa (1): 2014.
- Liga Distrital de Yanahuara (1): 1976.
- Subcampeón de Liga Departamental de Arequipa: 2013.
- Subcampeón de Liga Provincial de Arequipa: 2012, 2013, 2014.
- Subcampeón de Liga Distrital de Arequipa: 2012, 2013.